# Pavllo Bukoviku
Pavllo Bukoviku (Tirana, 6 giugno 1939) è un ex calciatore albanese, di ruolo attaccante.

## Carriera

### Nazionale
Ha collezionato 5 presenze con la Nazionale albanese.